# Roslyn O. Silver

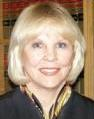
Roslyn O. Silver

Roslyn O. Silver (* 1946 in Phoenix, Arizona) ist eine US-amerikanische Juristin und derzeitige Bundesrichterin, die seit 1994 am United States District Court für den District of Arizona tätig ist. Sie wurde 2011 Chief Judge des Distriktsgerichts und wechselte 2013 in den Senior Status, wodurch ihr Posten zwar nachbesetzt wurde, sie aber weiterhin als Richterin in Teilzeit fungiert.
Roslyn O. Silver wurde 1946 als Roslyn O. Moore in Phoenix geboren. Sie erhielt 1968 einen Bachelor von der University of California, Santa Barbara und 1971 einen Juris Doctor vom Arizona State University College of Law. Von 1971 bis 1972 war sie juristischer Sekretär (Law clerk) für Richterin Lorna E. Lockwood beim Arizona Supreme Court. Sie hatte dann von 1972 bis 1974 eine eigene Kanzlei in Phoenix.
Silver arbeitete in der Folge von 1974 bis 1976 als Beraterin und Forensikerin für die Education Division des Native American Rights Fund der Nation der Navajo. Sie war angestellte Arbeitsberaterin für die Greyhound Corporation von 1976 bis 1978. Silver kehrte dann 1978 zu ihrer Kanzlei in Phoenix zurück, bevor sie 1979 Anwältin für die Equal Opportunity Commission wurde. Sie war Assistentin des United States Attorney für den Distrikt Arizona von 1980 bis 1984. Silver wurde 1984 Assistentin des Attorney General von Arizona und diente dort, bis sie 1986 ins Büro des US Attorney zurückkehrte. 1989 wurde sie zur Chefin der Verbrechens-Abteilung befördert.
Silver wurde am 14. September 1994 von Präsident Bill Clinton für einen Sitz am United States District Court for the District of Arizona nominiert, der durch den Wechsel von Earl H. Carroll in den Senior Status frei geworden war. Sie wurde am 7. Oktober 1994 vom Senat der Vereinigten Staaten bestätigt und trat das Amt am 11. Oktober 1994 an. Silver wurde 2011 Vorsitzende Richterin nach den tödlichen Schüssen auf den seinerzeitigen Chief Judge John McCarthy Roll während des Attentats auf die Kongressabgeordnete Gabrielle Giffords. 2013 trat sie selbst in den Senior Status über, woraufhin ihr Sitz an John J. Tuchi fiel. Neuer Chief Judge wurde Raner Collins.